# Tháng 1 năm 2013
Tháng 1 năm 2013 bắt đầu vào Thứ Ba và kết thúc sau 31 ngày vào Thứ Năm.

## Chủ đề:Thời sự
| 15 tháng 03, 2025 - Ở môn cờ vua, Magnus Carlsen đạt hệ số Elo cao nhất mọi thời đại. |

- Ngân hàng cổ nhất Thụy Sĩ, Wegelin & Co., tuyên bố sẽ đóng cửa sau khi bị chính quyền Hoa Kỳ phạt vì cho phép trốn lậu thuế.

|}
- Lionel Messi phá kỷ lục khi lần thứ 4 liên tiếp trở thành cầu thủ xuất sắc nhất thế giới của FIFA.

|}
- Cựu quốc trưởng, đại tướng Việt Nam Cộng hòa Nguyễn Khánh qua đời ở tuổi 85.

|}
- Liên minh Likud Yisrael Beiteinu của Thủ Tướng Benjamin Netanyahu giành đa số ghế trong cuộc bầu cử lập pháp ở Israel.

|}
- Miloš Zeman trở thành vị tổng thống đầu tiên được dân bầu cử trực tiếp trong lịch sử Cộng Hòa Séc.

|}
- Ít nhất 232 người chết và 131 người khác bị thương trong vụ cháy tại một hộp đêm ở Santa Maria, Brasil.
- Nhạc sĩ Phạm Duy, một trong những nhạc sĩ nhiều ảnh hưởng nhất Việt Nam, qua đời ở tuổi 91.

|}
- Nữ hoàng Beatrix của Hà Lan tuyên bố sẽ thoái vị và nhường ngôi cho con vào ngày 30 tháng 4.

|}
- Một vụ nổ tại Tòa tháp điều hành Pemex thuộc Thành phố Mexico làm thiệt mạng ít nhất 37 người và làm bị thương 126.

|}
|valign="top"  style="width:250px"|
|}